# Elecciones legislativas de Francia de 1993
Las elecciones legislativas de Francia de 1993 tuvo lugar la primera vuelta el domingo 21 de marzo de 1993 y la segunda vuelta el domingo 28 de marzo de ese mismo año.
El resultado fue una amplia victoria de las fuerzas de centro derecha, con el 84% de los escaños, que anticiparon el que sería el cambio político en la presidencia del país dos años más tarde. La izquierda, que tenía la mayoría hasta entonces, perdió el cuatro de cada cinco de sus diputados. El candidato socialista, Pierre Bérégovoy, se suicidó un mes después de las elecciones.

## Primera vuelta

### Participación
|                 | Votos      | % de Inscritos |
| --------------- | ---------- | -------------- |
| Inscritos       | 38 881 564 | 100,0          |
| Votantes        | 26 796 142 | 68,9           |
| Abstenciones    | 12 085 422 | 31,1           |
| Blancos y nulos | 1 417 984  | 3,6            |
| Votos válidos   | 25 378 158 | 65,3           |

### Resultados por partido
| Partido                           | Votos     | % de inscritos | % de votos válidos |
| --------------------------------- | --------- | -------------- | ------------------ |
| Ultraizquierda                    | 423 282   | 1,3%           | 1,9%               |
| PCF                               | 2 331 399 | 6,9%           | 10,2%              |
| PS                                | 4 415 495 | 13,1%          | 19,4%              |
| Otros partidos de izquierda       | 693 945   | 2,1%           | 3,0%               |
| Los Verdes                        | 1 022 196 | 3,0%           | 4,5%               |
| Génération écologie               | 917 228   | 2,7%           | 4,0%               |
| Nouvelle écologie                 | 635 244   | 1,9%           | 2,8%               |
| Otros partidos ecologistas        | 141 645   | 0,4%           | 0,6%               |
| RPR                               | 5 032 496 | 14,9%          | 22,1%              |
| UDF                               | 4 731 013 | 14,0%          | 20,8%              |
| Nacionalistas                     | 70 920    | 0,2%           | 0,3%               |
| Regionalistas                     | 16 747    | 0,0%           | 0,1%               |
| Otros partidos de derecha         | 1 118 032 | 3,3%           | 4,9%               |
| FN                                | 3 152 543 | 9,4%           | 13,8%              |
| Otros partidos de extrema derecha | 35 411    | 0,1%           | 0,2%               |
| Otros                             | 329 275   | 1,0%           | 1,4%               |

## Segunda vuelta

### Participación
|                 | Votos      | % de Inscritos |
| --------------- | ---------- | -------------- |
| Inscritos       | 33 714 568 | 100,0          |
| Votantes        | 22 775 879 | 67,6           |
| Abstenciones    | 10 938 689 | 32,4           |
| Blancos y nulos | 2 159 346  | 6,4            |
| Votos válidos   | 20 616 533 | 61,2           |

### Resultados por partido
| Partido                   | Votos     | % de inscritos | % de votos válidos |
| ------------------------- | --------- | -------------- | ------------------ |
| PCF                       | 951 213   | 2,8%           | 4,2%               |
| PS                        | 6 143 179 | 18,2%          | 27,0%              |
| Ecologistas               | 37 491    | 0,1%           | 0,2%               |
| RPR                       | 5 741 623 | 17,0%          | 25,2%              |
| UDF                       | 5 178 039 | 15,4%          | 22,7%              |
| Otros partidos de derecha | 588 455   | 1,7%           | 2,6%               |
| FN                        | 1 168 160 | 3,5%           | 5,1%               |

## Composición de la Asamblea Nacional
| Grupo                 | Miembros | Emparentados | Total | %     |
| --------------------- | -------- | ------------ | ----- | ----- |
| RPR                   | 245      | 12           | 257   | 44,5  |
| UDF                   | 213      | 2            | 215   | 37,3  |
| Socialistas           | 52       | 5            | 57    | 9,9   |
| République et Liberté | 23       | 0            | 23    | 4,0   |
| Comunistas            | 22       | 1            | 23    | 4,0   |
| No Inscritos          | 2        | -            | 2     | 0,3   |
| Total                 | 577      | -            | -     | 100,0 |

- Datos: Q2539717